# Ichi-go ichi-e

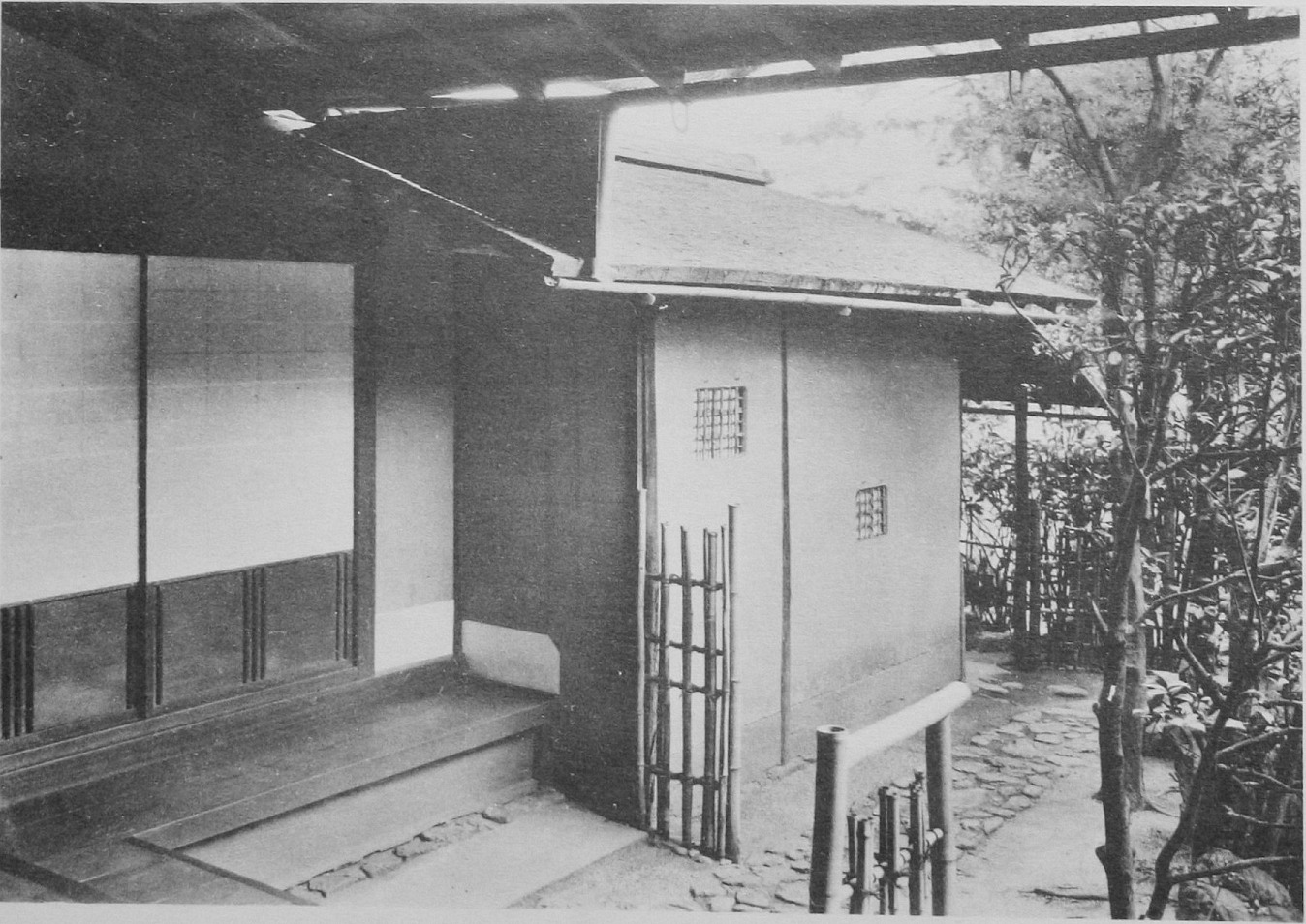
Chashitsu de Sen no Rikyu.

 (février 2021).
 (février 2021).
La mise en forme du texte ne suit pas les recommandations de Wikipédia : il faut le « wikifier ».
Les points d'amélioration suivants sont les cas les plus fréquents. Le détail des points à revoir est peut-être précisé sur la page de discussion.
- Les titres sont pré-formatés par le logiciel. Ils ne sont ni en capitales, ni en gras.
- Le texte ne doit pas être écrit en capitales (les noms de famille non plus), ni en gras, ni en italique, ni en « petit »…
- Le gras n'est utilisé que pour surligner le titre de l'article dans l'introduction, une seule fois.
- L'italique est rarement utilisé : mots en langue étrangère, titres d'œuvres, noms de bateaux, etc.
- Les citations ne sont pas en italique mais en corps de texte normal. Elles sont entourées par des guillemets français : « et ».
- Les listes à puces sont à éviter, des paragraphes rédigés étant largement préférés. Les tableaux sont à réserver à la présentation de données structurées (résultats, etc.).
- Les appels de note de bas de page (petits chiffres en exposant, introduits par l'outil «  Source ») sont à placer entre la fin de phrase et le point final[comme ça].
- Les liens internes (vers d'autres articles de Wikipédia) sont à choisir avec parcimonie. Créez des liens vers des articles approfondissant le sujet. Les termes génériques sans rapport avec le sujet sont à éviter, ainsi que les répétitions de liens vers un même terme.
- Les liens externes sont à placer uniquement dans une section « Liens externes », à la fin de l'article. Ces liens sont à choisir avec parcimonie suivant les règles définies. Si un lien sert de source à l'article, son insertion dans le texte est à faire par les notes de bas de page.
- La présentation des références doit suivre les conventions bibliographiques. Il est recommandé d'utiliser les modèles {{Ouvrage}}, {{Chapitre}}, {{Article}}, {{Lien web}} et/ou {{Bibliographie}}. Le mode d'édition visuel peut mettre en forme automatiquement les références.
- Insérer une infobox (cadre d'informations à droite) n'est pas obligatoire pour parachever la mise en page.

Pour une aide détaillée, merci de consulter Aide:Wikification.
Si vous pensez que ces points ont été résolus, vous pouvez retirer ce bandeau et améliorer la mise en forme d'un autre article.
Ichi-go ichi-e (一期一会, littéralement « une fois, une occasion ») [it͡ɕi.ɡo it͡ɕi.e] est un idiome japonais à quatre caractères (yojijukugo) qui décrit un concept culturel consistant à chérir la nature irremplaçable d'un moment. Le terme a été traduit par « pour cette fois seulement » et « une fois dans une vie ». Le terme rappelle aux gens de chérir tout rassemblement auquel ils peuvent participer, citant le fait qu'aucun moment de la vie ne peut être répété ; même lorsque le même groupe de personnes se réunit à nouveau au même endroit, un rassemblement particulier ne sera jamais reproduit et ainsi chaque moment est toujours une expérience unique dans une vie. Le concept est le plus souvent associé aux cérémonies du thé japonaises, en particulier aux maîtres du thé Sen no Rikyū et Ii Naosuke.

## L'histoire

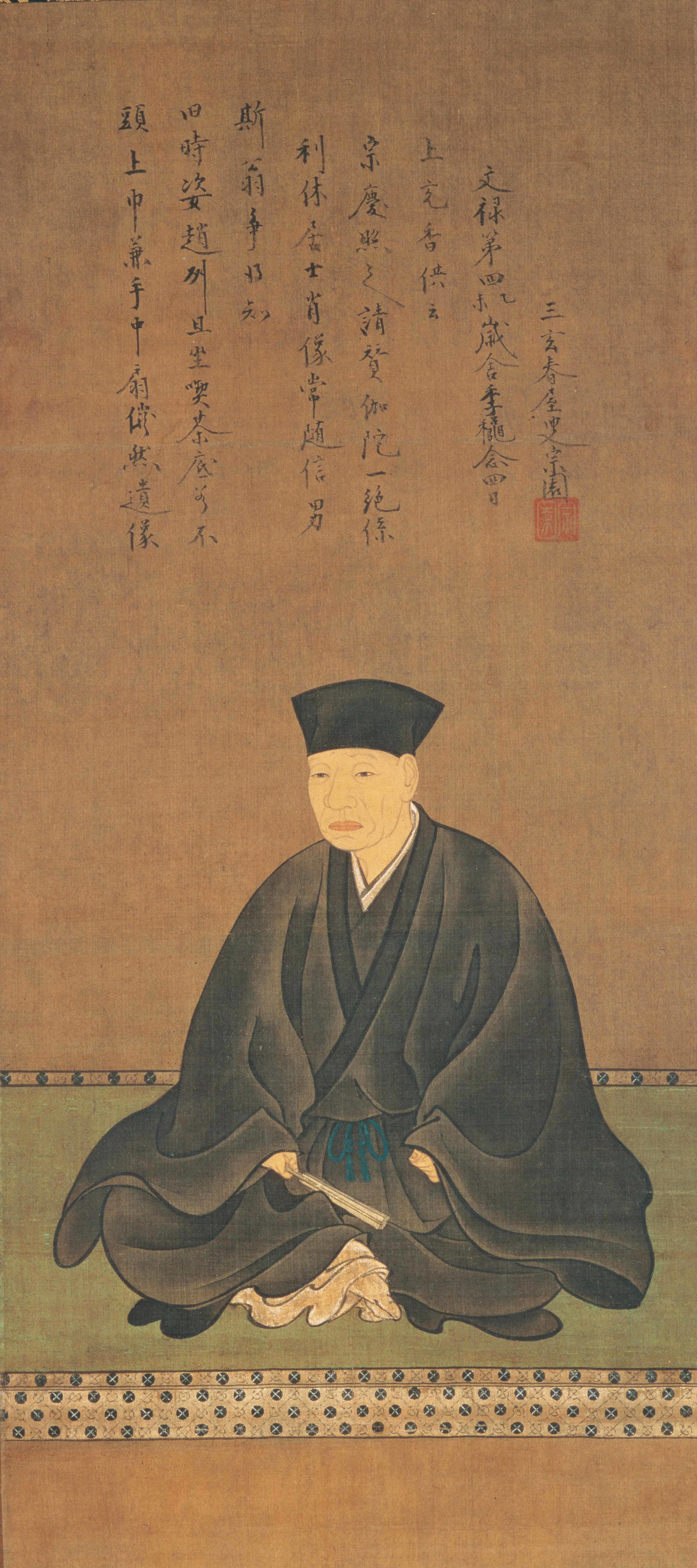
Sen no Rikyu.

Le terme remonte au XVIe siècle à une expression du maître de thé Sen no Rikyū : one chance in a lifetime (一期に一度, ichigo ni ichido). L'apprenti de Rikyū, Yamanoue Sōji, demande à Yamanoue Sōji Ki de rendre hommage à votre hôte[pas clair] as though it were a meeting that could occur only once in the lifetime (一期に一度の会のように, ichigo ni ichido no e no yō ni).
Ichigo (一期) est un terme bouddhiste signifiant « de sa naissance à sa mort », c'est-à-dire sa vie.

Plus tard, au milieu du XIXe siècle, Ii Naosuke, tairō (administrateur en chef) du shogunat Tokugawa, a développé le concept dans Chanoyu ichie shū : 

« Une grande attention devrait être accordée à une réunion de thé, que nous pouvons qualifier de “une fois, une réunion” (ichigo, ichie). Même si l'hôte et les invités peuvent se voir souvent socialement, la réunion d'une journée ne peut jamais être répétée exactement. Vue de cette façon, la réunion est en effet une occasion unique dans une vie. L'hôte doit donc, en toute sincérité, apporter le plus grand soin à chaque aspect du rassemblement et se consacrer entièrement à faire en sorte que rien ne soit difficile. Les invités, pour leur part, doivent comprendre que le rassemblement ne peut plus se reproduire et, appréciant la façon dont l'hôte l'a parfaitement planifié, doivent également participer avec une vraie sincérité. C'est ce que l'on entend par “une fois, une réunion”. »

Ce passage a établi la forme yojijukugo (idiomatique à quatre lettres) ichi-go ichi-e (一期一会) connue aujourd'hui.

## Interprétation et utilisation
Le terme est également beaucoup répété dans les budō (voies martiales). Il est parfois utilisé pour avertir les élèves qui deviennent imprudents ou arrêtent fréquemment des techniques à mi-chemin pour « réessayer », plutôt que de continuer avec la technique malgré l'erreur. Dans une lutte pour la vie ou la mort, il n'y a aucune chance d'« essayer à nouveau ». Même si les techniques peuvent être tentées plusieurs fois dans le dojo, chacune doit être considérée comme un événement singulier et décisif. De même, dans le théâtre nô, les performances ne sont répétées ensemble qu'une seule fois, quelques jours avant le spectacle, plutôt que les nombreuses fois qui sont typiques de l'Occident, ce qui correspond à la fugacité d'un spectacle donné.

## Dans la culture populaire
- Le chef d'orchestre roumain Sergiu Celibidache s'est concentré sur la création, lors de chaque concert, des conditions optimales pour ce qu'il a appelé une « expérience transcendante ». Des aspects du bouddhisme zen, tels que ichi-go ichi-e, avaient une grande influence sur lui.
- Le film Forrest Gump (1994) est sorti au Japon avec ce terme dans le sous-titre comme Forrest Gump/Ichi-go Ichi-e (『フォレスト・ガンプ/一期一会』?), reflétant les événements qui se produisent dans le film[4].
- Le terme est la phrase préférée de Hiro Nakamura dans la série Heroes de NBC.
- Le terme est utilisé dans un épisode de l'anime Azumanga Daioh.
- C'est aussi un titre de chanson dans la bande originale de Kareshi kanojo no jijo.
- Le terme est utilisé dans le manga Boys Over Flowers et plus tard dans plusieurs épisodes de son adaptation de 2005. L'un des personnages principaux de la série, Sojiro Nishikado, le fils d'un grand maître, utilise le terme pour ramasser des filles. Il réalise plus tard sa vraie signification quand il rate la chance d'être avec son premier amour[5].
- Il est également référencé dans le titre de l'album 151a de Kishi Bashi, qui se lit en japonais Ichi-go-ichi ē.
- Le Premier ministre indien Narendra Modi a utilisé ce terme pour décrire les réunions entre l'Inde et le Japon lors de sa visite d'État dans le pays le 11 novembre 2016[6],[7].
- Le terme est le titre de Mozart in the Jungle (saison 4, épisode 8). L'épisode tourne autour d'une cérémonie du thé avec les caractères kanji d'ichi-go ichi-e affichés dans la salle.
- Le terme également mentionné dans Anthony Bourdain: Parts Unknown (saison 8, épisode 6), « Le Japon avec Masa ».
- Ichigo Ichie est un restaurant japonais étoilé au Guide Michelin à Cork en Irlande.
- Ichi go Ichi e est le nom d'un bar à rāmen à Graz en Autriche.
- Le nom d'Ichigo Inc., une société japonaise d'immobilier et d'énergie renouvelable, vient d'ichi-go ichi-e[8].
- Ce terme est cité plusieurs fois dans la saison 3b de la série Teen Wolf. C'est Noshiko (la mère de Kira) qui a enseigné ce proverbe japonais à Rice durant la guerre. Entendu pour la première fois quand le Vide ou le Nogitsune vient attaquer M. Yukimura au lycée et que Noshiko raconte son passé à Scott et à Kira. Plus tard, on l'entendra aussi de la bouche de Meredith Walker comme indice pour indiquer l'emplacement de Lydia.